# Terradura
Terradura is een plaats (frazione) in de Italiaanse gemeente Ascea.